# Lenguas oceánicas centro-orientales
Las lenguas oceánicas centrales orientales son una agrupación geográfica lenguas oceánicas que se extiende desde el Pacífico remoto, junto con las lenguas lenguas oceánicas occidentales (situadas en la cercanía oriental de Papúa Nueva Guinea) forman el grupo oceánico. A diferencia del grupo oceánico occidental que muy probablemente forma un grupo filogenético no está tan claro que el grupo oceánico centroriental sea una unidad filogenética en sí mismas, sino más bien una agrupación de subfamilias bien establecidas.
- Datos: Q2068435